# Birna vas
Birna vas je naselje v Občini Sevnica.